# ゼータ電位

イオン濃度や電位差と、溶媒中に分散している粒子の荷電表面からの距離との関係

ゼータ電位（ゼータでんい、zeta potential）とは、電気二重層中の滑り面と、界面から充分に離れた部分との間の電位差のことである。

## 概要
溶液に別の相（例えば電極やコロイド粒子）が接触したとき、その界面では表面荷電に対する対イオンにより電気二重層が形成され電位差（イオン濃度勾配）が生じる。
溶液に対して接触した相が相対的に運動しているとき、接触相の表面からある厚さの層にある溶液は粘性のために接触相とともに運動する。
この層の表面（滑り面）と界面から充分に離れた溶液のバルク部分との電位差をゼータ電位という。
正式には界面動電電位（かいめんどうでんでんい、electrokinetic potential）と呼ぶが、記号{\displaystyle \zeta \ }で表すことが一般的であることから、ゼータ電位と呼ばれることの方が多い。
理論的には界面の電位差として、接触した相の界面と溶液の界面から充分に離れた部分との電位差である表面電位、接触した相のヘルムホルツ面と溶液の界面から充分に離れた部分との電位差であるシュテルン電位が定義されるが、これらを実測する測定法は現在のところ存在しない。これに対してゼータ電位は電気浸透や電気泳動などの方法により実測することが可能であり、界面の電位差の代表値としてよく用いられる。ヘルムホルツ面は界面のイオンの拡散層の始まりの位置を表すことから、この面より外側のイオンの界面への束縛は小さくなっているものと考えられる。このことからゼータ電位はシュテルン電位とほぼ同じ値か若干それよりゼロに近い値を持つものと想定されている。

## コロイド溶液のゼータ電位
ゼータ電位は界面の性質を評価する上で重要な値である。特にコロイドの分散・凝集性、相互作用、表面改質を評価する上での指標となる。コロイド粒子は構成分子 / 原子間のファンデルワールス力を総和した長距離引力を普遍的に有する。これは常にコロイド粒子に凝集しようとする傾向を与える。一方、コロイド粒子は溶媒中で対イオンによる電気二重層をまとっており、粒子同士がある程度接近すると互いの二重層が重なり、浸透圧による斥力が生じる。この斥力が粒子間ファンデルワールス力に打ち勝てば、コロイド粒子が分散する。この現象を定量的に説明した理論がDLVO理論である。浸透圧以外の斥力として、親水性粒子の場合の溶媒和力（溶媒吸着による立体斥力）などがある。
コロイドの反発力はよく静電反発と呼ばれるが、特に水など高誘電率の溶媒中では静電的なポテンシャルは遮蔽される。DLVO理論などで電位を計算する際、静電ポテンシャルの計算モデルを利用するため起こっている誤解と考えられる。溶媒中で粒子間力というオーダーでは、定性的に静電力ではなく浸透圧に由来する斥力である。
ゼータ電位はこの電気二重層の大きさに対応しており、斥力項を相対的に数値化することから、コロイドの安定性の指標となる。ゼータ電位がゼロに近づくとコロイド粒子の凝集する傾向が斥力に打ち勝つため、粒子の凝集が起こる。逆に、ゼータ電位の絶対値を大きくするような添加剤をコロイド表面に吸着させる、あるいはpHに依存するプロトンの脱着によって表面荷電を変化させるなどにより、コロイドの分散安定性を制御することが可能である。

## 測定法
ゼータ電位は以下の原理により測定される。滑り面は接触相と同じ速度で運動するので、その速度は溶液と接触相の運動の相対速度と等しい。滑り面が一定速度で運動しているとき、そこに働く力は釣り合っている。溶液に対して一定の電圧Vをかけた場合、この電圧による静電気力と溶液の粘性による摩擦力が釣り合う。その結果、ゼータ電位{\displaystyle \zeta \ }と溶液と接触相の運動の相対速度vとの間には、
{\displaystyle \zeta ={\frac {\eta }{\epsilon }}{\frac {v}{V}}}
の関係（ヘルムホルツ・スモルコフスキーの式）が成立する。{\displaystyle \epsilon \ }は溶液の誘電率、{\displaystyle \eta \ }は溶液の粘度である。この関係から電気浸透や電気泳動によってゼータ電位を測定する。